# Pavel Chirău
Pavel Chirău (n. 27 septembrie 1952, satul Novoseolovka, regiunea Odesa, Ucraina - d. 8 noiembrie 2008) a fost un colonel din Republica Moldova, care a îndeplinit funcția de șef al Marelui Stat Major al Armatei Republicii Moldova.

## Biografie
Pavel Chirău s-a născut la data de 27 septembrie 1952, în satul Novoseolovka din regiunea Odesa (astăzi în Ucraina). A fost ofițer în Armata Sovietică.
După constituirea Armatei Republicii Moldova (1991), a fost unul din ofițerii care au stat la baza creării Armatei Naționale, îndeplinind funcții cheie în cadrul Marelui Stat Major. Colonelul Pavel Chirău a fost numit în funcția de șef al Marelui Stat Major al Armatei Republicii Moldova și prim-viceministru al apărării. A fost eliberat din această funcție la data de 20 martie 1997, fiind înlocuit cu Vladimir Donțul .
A activat apoi în calitate de comandant de brigadă, consilier al ministrului Apărării, contribuind mult la edificarea și statornicirea instituției militare a statutului. S-a manifestat ca un bun organizator și conducător cu o temeinică pregătire de specialitate. 
Colonelul în rezervă Pavel Chirău a încetat subit din viață la data de 8 noiembrie 2008 . 